# District de Gicumbi
Le district de Gicumbi se trouve dans la Province du Nord du Rwanda.
Il se compose de 21 secteurs (imirenge) : Bukure, Bwisige, Byumba, Cyumba, Giti, Kaniga, Manyagiro, Miyove, Kageyo, Mukarange, Muko, Mutete, Nyamiyaga, Nyankenke II, Rubaya, Rukomo, Rushaki, Rutare, Ruvune, Rwamiko et Shangasha.
La population totale, au recensement de 2012, est de 395 006 habitants.
Le chef-lieu est Byumba.